# Битва під Зентою (1697)
Би́тва під Зе́нтою, що фактично завершила Війну Священної ліги, відбулася 11 вересня 1697 року на переправі через ріку Тиса. У цій битві цісарська армія під проводом принца Євгена Савойського здобула перемогу над турками. Близько 50 тисяч австрійців зупинили просування турків на північ, розбивши 80-тисячну турецьку армію. Приблизно 25 тисяч турків загинуло або потонуло у Тисі, у той час як втрати австрійців склали лише 400 чоловік убитими і 1200 чоловік пораненими. Султан Мустафа II був змушений спостерігати з іншого берега річки за знищенням свого захопленого зненацька війська.

## Вступ
Принц Євген Савойський став на чолі цісарської армії в Угорщині 5 липня 1697 року. Його армія налічувала 70 000, із яких лише 35 000 були готові до бою. Армійська скарбниця була порожня, і Євгенові довелося позичати гроші, щоб виплачувати жолд воякам та забезпечити роботи постачання.
Коли прийшла новина про те, що до турецької армії прибув сам султан і турки знаходяться в Белграді, Євген вирішив сконцентрувати всі свої розташовані у Верхній Угорщині та Трансільванії війська, і почав рухатися в напрямку на Петроварадин. Після того, як до нього прибули всі сили, у Євгена було від 50000 до 55000 війська. Протягом серпня 1697 року Євген пробував нав'язати туркам бій в околицях фортеці Петроварадин, але османи, які намагаються почати облогу, відмовилися вступити в бій. У вересні османська армія вирушила на північ у спробі захопити фортецю Сегед.
У османській армії було мало угорської куруцької кінноти, якою завжди керував Імре Текеї, оскільки більшість угорців тепер воювали разом з австрійцями. У битві Текеї очолював османську кінноту.

## Битва
Після того, як до цісарців потрапив у полон Джафер-паша, турки відмовилися від облоги Сегеда, і султан вирішив повернутися на зимові квартири неподалік Тімішоара. Коли Євген дізнався про ці наміри, він вирішив нав'язати туркам битву.

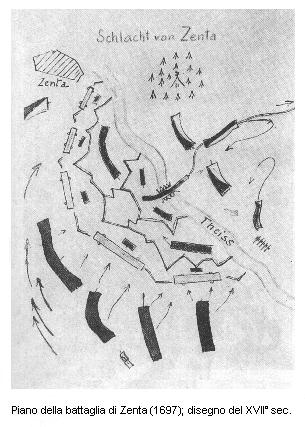
Схема битви

11 вересня 1697 року османська армія підійшла до переправи через ріку Тиса поблизу Зенти, не знаючи про те, що цісарська армія була неподалік. Таким чином, Євгену вдалося заскочити ворога повністю зненацька і атакувати супротивника, що усе ще знаходиться в процесі форсування річки. Євген дозволив турецькій кавалерії перейти на західний берег, а потім напав на турків у той час як їхня піхота йшла через тимчасовий міст. Коли гарматним вогнем міст був зруйнований, частина турецької армії опинилася відрізаною.
Після інтенсивного артилерійського обстрілу цісарські драгуни спішилися і пішли в атаку на турецький табір, що охороняв переправу. Османські війська відійшли за шанці, а далі до мосту, скупчившись на ньому та ставши ціллю цісарського гарматного вогню. На лівому фланзі цісарської армії атака відрізала турків від мосту. У той же час турки були атаковані і з фронту, і після жорстокого бою шанці навколо табору Османів були прорвані. Всередині табору почалася страшна різанина. Всього одна тисяча турків втекла. Більше 10000 турків потонуло у Тисі. До 20000 турків було вбито на полі бою.

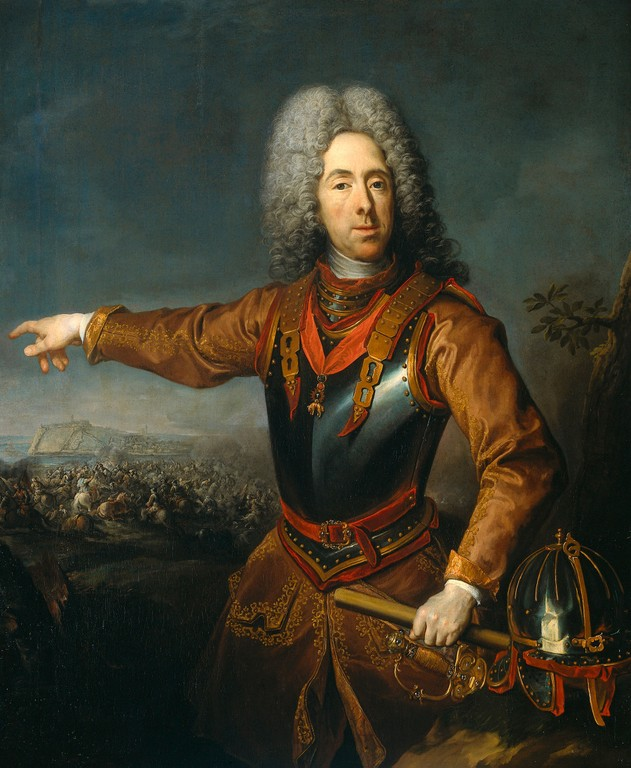
Принц Євген Савойський

Турки також втратили весь свій табір та артилерію, у тому числі 6 000 верблюдів, 5 000 волів, і 9 000 возів. Євген Савойський заробив репутацію славетного полководця, і австрійці пішли в рейд на Боснію, обложивши Сараєво. Але вже була надто пізня пора року, щоб обложити більші фортеці Темешвара чи Белграда.

## Наслідки
Битва під Зентою стала поворотним пунктом в боротьбі Австрії проти турків, а також основою  Карловицького миру 1699, після якого баланс сил в Південно-Східній Європі значно змінився на шкоду Османської імперії. Але при цьому перемога під Зентою не була достатньо використана у військовому відношенні, оскільки через погані погодні умови цісарці утрималися від переслідування турків.